# Eriopyga nigrocollaris
Eriopyga nigrocollaris là một loài bướm đêm trong họ Noctuidae.